# Near Infrared Camera and Multi-Object Spectrometer

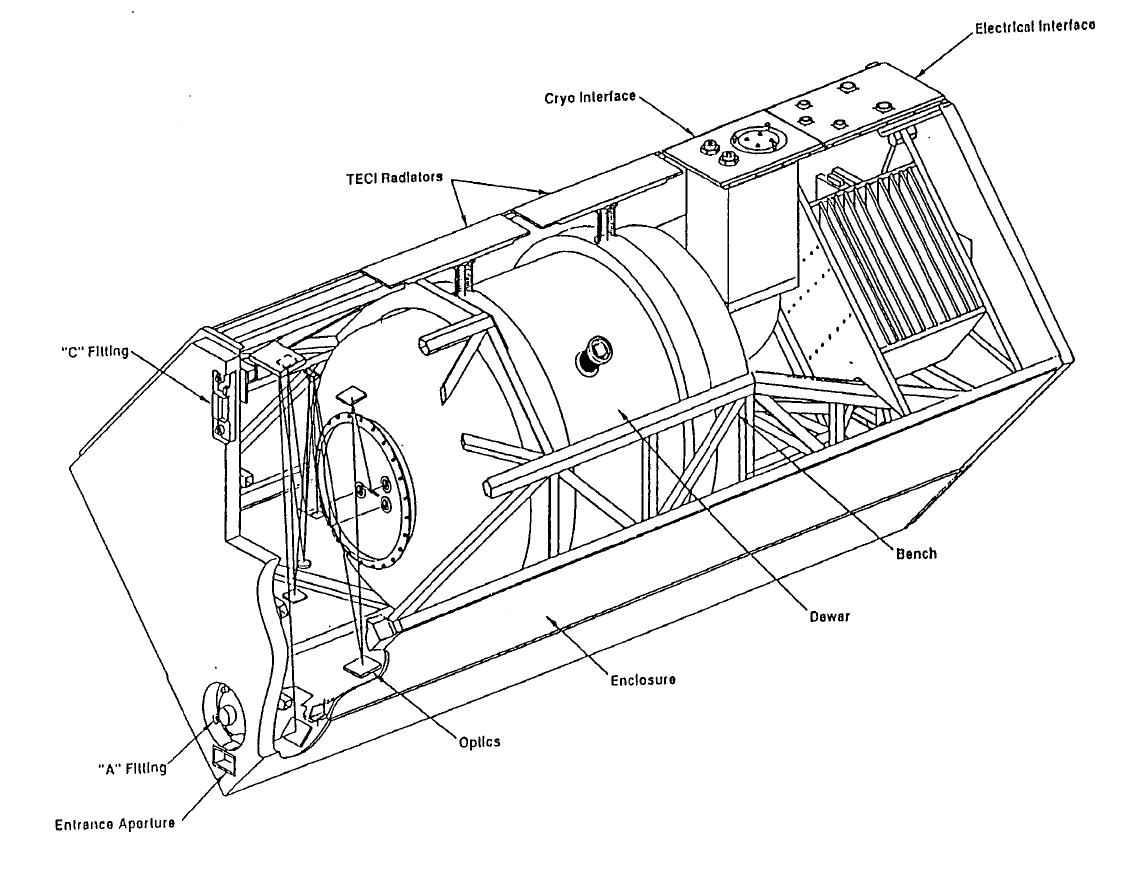
A közeli infravörös kamera és több-objektumos spektrométer izometrikus ábrája

A Near Infrared Camera and Multi-Object Spectrometer (magyarul: közeli infravörös kamera és több-objektumos spektrométer) a Hubble űrtávcső egyik fontos tudományos műszere, az összes közül ez a berendezés képes a legjobban érzékelni az infravörös tartományban. Építésére a Ball Aerospace & Technologies Corporation-nál került sor.
Érzékelése 800 nm-től 2500 nm-ig terjed, ami a közeli infravörös tartományban kezdődik és megközelíti a közepes hullámhosszú infravörös sugárzás tartományát.
Maximális hatásfokú működéséhez 77 kelvin alatt kell tartani a műszer hőmérsékletét, különben a saját hőkibocsátása lerontaná a tudományos adatok minőségét. Installálásakor 118 kg szilárd nitrogén párologtatásával oldották meg a hidegen tartását, mely valamivel több mint két évig tartott ki. Bár minden kitűzött célját teljesítette a hűtőanyag kifogyása előtt, 2002 februárjában egy vadonatúj crycooler hűtőberendezést kapott, mely működési elvében nagyon hasonló egy hétköznapi háztartási hűtőgépéhez.
2008 februárjában egy súlyos műszaki hiba miatt nem sikerült beindítani a berendezést, ezt a negyedik szervizküldetésen orvosolták, és 2009. szeptember 21-én sikerült újra beüzemelni. 
Jelenleg is a tudósok rendelkezésére áll.
A Wide Field Camera 3 telepítése óta jelentősen kisebb szerepet kap a kutatásokban.
Beszerelésére a második szervizküldetésen került sor, 1997 februárjában az STS–82 küldetés alkalmával.